# Taxe spéciale sur les huiles végétales destinées à l'alimentation humaine
Lire en ligne

Lire sur Légifrance

Le taxe spéciale sur les huiles végétales destinées à l'alimentation humaine est une taxe française, instituée en 1962. Le produit de la taxe est affecté à la caisse centrale de la Mutualité sociale agricole pour financer les prestations d’assurance maladie, les prestations familiales et les pensions de retraite des non-salariés agricoles. 

## Historique

### Instauration
Une « taxe spéciale sur les huiles végétales, fluides ou concrètes, effectivement destinées en l'état ou après incorporation dans tous produits alimentaires, à l'alimentation humaine » a été instituée au profit du budget annexe des prestations sociales agricoles, par la loi de finances initiale pour 1963. Elle n'est entrée en vigueur que le 1er février 1967.
Elle visait initialement à protéger d'une part le secteur laitier en privilégiant la consommation de beurre et d'autre part les huiles françaises face aux huiles importées.
La taxe concernait toutes les huiles fluides végétales (arachide, tournesol, soja, olive, colza, noix), concrètes  (coprah, palmiste, palme) ou issues d'animaux marins (baleine, foie de morue, cachalot, hareng, flétan) destinées à l'alimentation humaine.

### Suppression
En 2014, l'Inspection générale des finances liste la taxe parmi les 192 taxes à faible rendement. La mission recommande son maintien, « compte tenu de son rendement absolu, dans un scenario bas, peu ambitieux de simplification du paysage des taxes à faible rendement. Si le Gouvernement souhaitait poursuivre un objectif plus ambitieux, cette taxe serait toutefois éligible à la suppression dans un scenario haut compte tenu notamment de la complexité des modalités de calcul et des effets économiques induits. »
Dans le cadre de la loi de finances pour 2019, l'Assemblée nationale abroge l'article 1609 vicies du code général des impôts relatif à la taxe spéciale sur les huiles végétales, fluides et concrètes destinées à l'alimentation. La suppression est confirmée par le Sénat et prend effet à compter du 1er janvier 2020. 
Plusieurs lobbies réclamaient la suppression de la taxe depuis plusieurs années : le délégué général de la Fédération des industries des corps gras (FNCG) a déclaré vouloir « mettre le paquet  » en lobbying pour supprimer la taxe lors de l'assemblée générale du 24 mai 2017. Geoffroy Roux de Bézieux, vice-président du MEDEF indiqua vouloir « s’attaquer aux 33 taxes de production du secteur agroalimentaire (contre 10 en Allemagne) ». Jean-Philippe Girard, président de l’Association nationale des industries alimentaires (ANIA) confirma : « Nous allons nous y attaquer une par une ».

## Caractéristiques

### Redevables
La taxe est due :
- par les producteurs, lors de la vente ou de la livraison à soi-même pour les huiles fabriquées en métropole ;

- par les importateurs.

Les exportations sont exonérées de la taxe.
| | Pour 100 kg | Pour 100 L |
| --- | ----------- | ---------- |
| Huile d'olive | 19,488 €    | 17,546 €   |
| Huile d'arachide ou de maïs | 17,546 €    | 15,975 €   |
| Huile de colza ou de pépins de raisins | 8,989 €     | 8,184 €    |
| Autres huiles végétales fluides d'animaux marins (dont le commerce et l'utilisation ne sont pas soumis aux règles relatives aux espèces protégées) | 15,302 €    | 13,346 €   |
| Huile de coprah ou de palmiste | 11,679 €    | -          |
| Huile de palme | 10,696 €    | -          |
| Huiles d'animaux marins (dont le commerce et l'utilisation sont soumis aux règles relatives aux espèces protégées)                                 | 19,488 €    | -          |

### Bénéficiaire
Depuis 2009, le produit de la taxe était affecté à la caisse centrale de la Mutualité sociale agricole pour le financement des prestations d’assurance maladie, des prestations familiales et des pensions de retraite des non-salariés agricoles ».  	
Le rendement était de 130 millions d'euros payés par 597 entreprises en 2012, soit environ 0,4 % des ressources de la Caisse